# 贡山铁角蕨
贡山铁角蕨（学名：Asplenium changputungense）为铁角蕨科铁角蕨属下的一个种。